# Subaru Outback
 (juin 2023).
Si vous disposez d'ouvrages ou d'articles de référence ou si vous connaissez des sites web de qualité traitant du thème abordé ici, merci de compléter l'article en donnant les références utiles à sa vérifiabilité et en les liant à la section « Notes et références ».
La Subaru Outback est une automobile du constructeur japonais Subaru. Au départ simple version tout-chemin de la Legacy, l'Outback a petit à petit pris son indépendance pour devenir un modèle à part entière.
S'il conserve la technique et l'essentiel de la carrosserie de la Legacy, il ne s'appelle plus qu'Outback et non Legacy Outback comme à ses débuts, sauf au Japon où le véhicule demeure affilié à la Subaru Legacy.
L'Outback est assemblé à Lafayette en Indiana (États-Unis) et à Ōta au Gunma (Japon).

## Histoire et présentation générale
La Subaru Outback est un break surélevé (break SUV) créé pour la première fois à partir de la Legacy de deuxième génération en 1994, et présentée pour la première fois au salon automobile de New-York. Si au Japon elle portait le nom de Legacy Grand Wagon, elle prenait le nom de Legacy Outback sur les autres marchés. Par rapport à la Legacy, cette nouvelle version ajoutait des éléments de protection en plastique, une garde au sol surélevée et une modification de la suspension.
Subaru commercialisa également une version tout-chemin de la berline Legacy dans ses versions de 1997 et 2007.
La Subaru Outback et la Subaru Legacy sont souvent considérées comme un seul et même modèle, parce qu'elles disposent de la même base et se présentaient initialement comme un modèle unique. Le Japon a lui conservé l'appellation Legacy Outback, ce qui accentue l'affiliation lors des annonces du constructeur, présentant très souvent sa gamme sur le territoire japonais en premier avant d'effectuer des tests tout d'abord en Australie avant de l'annoncer avec la bonne appellation sur les territoires concernés.
Il existe aussi le modèle PZEV Plus qui respecte la norme PZEV (Partial Zero Emission Vehicle), ce qui indique un très faible taux d'émission de gaz polluants.

## Première génération (1995 - 1999)

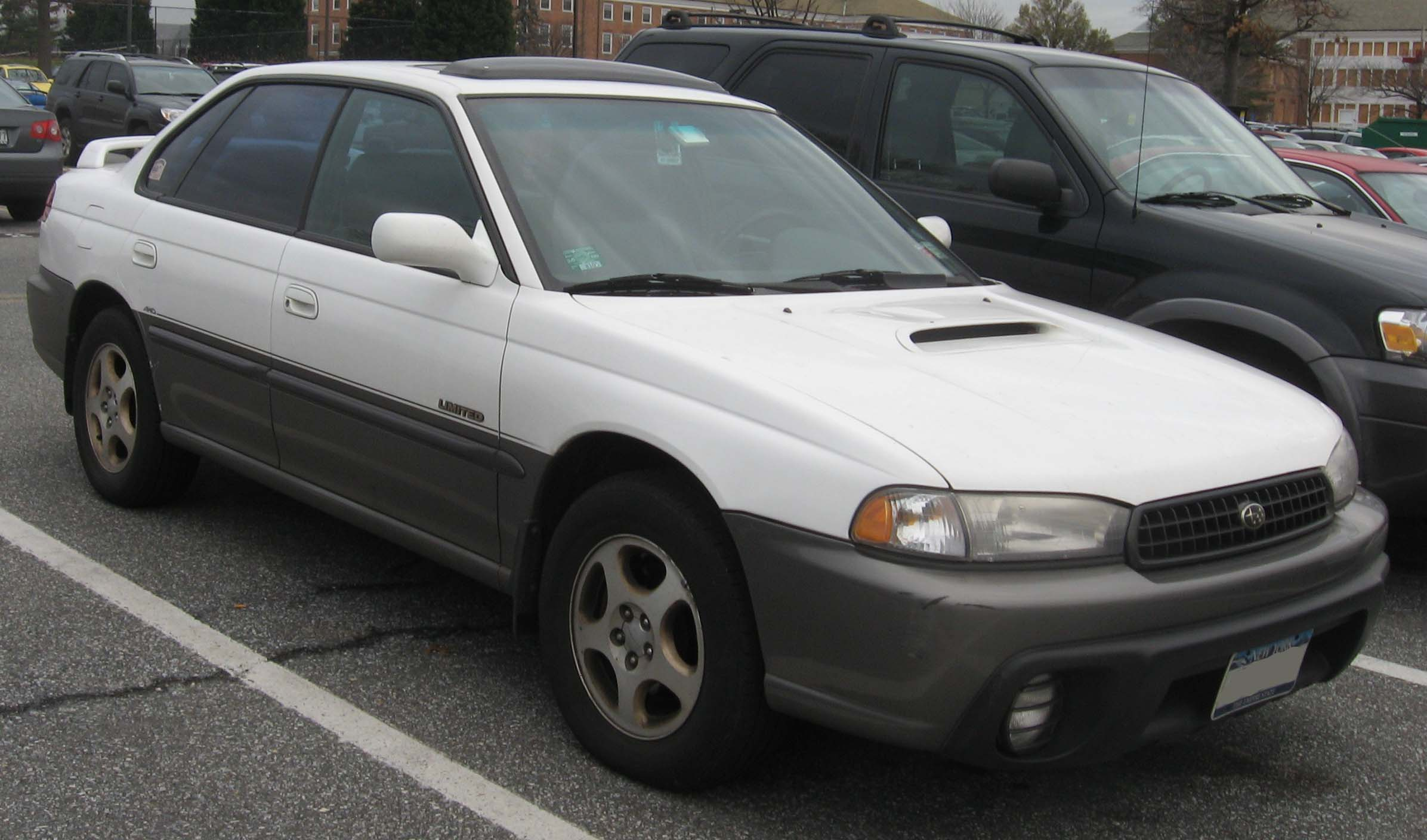
1re génération Legacy Outback SUS Limited

La Subaru Outback est disponible au Japon à partir de 1995 sous le nom de Legacy Grand Wagon, et aux États-Unis et en Australie sous le nom de Legacy Outback, avec un « style SUV », une peinture deux tons et des feux phares antibrouillards. Pour 1994, la Legacy wagon est disponible en Alpine Sport et Sun Sport, qui bénéficiait d'un équipement supplémentaire par rapport à la finition « L » et le sigle dénotant la présence de l'Option Packages. L'extérieur a été conçu par Olivier Boulay, engagé chez Subaru pendant une courte période. C'est devenu une ligne commercialisée séparément aux États-Unis dès 1996. le modèle intégrait les changements spécifiques d'intérieur de la Outback en incluant des pare-chocs uniques (avec de grandes lampes de conduite incorporées dans le pare-chocs de devant) ou encore des pneus spécifiques de plus grande taille et une garde au sol supérieure.

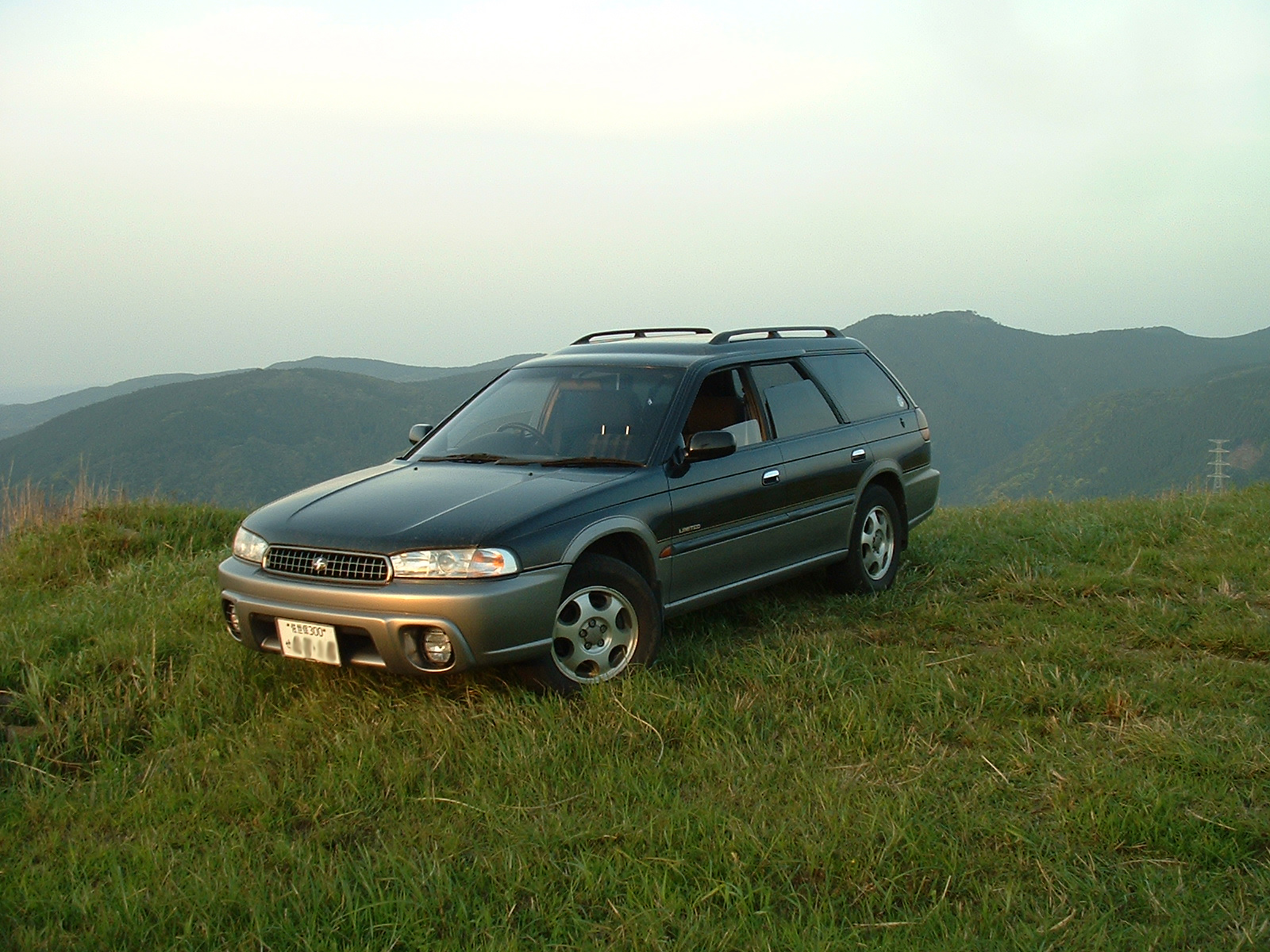
1998 Subaru Legacy Grandwagon Lancaster Limited (Japon)

En septembre 1997, la Legacy Grand Wagon japonaise est rebaptisée Legacy Lancaster, quoique les modèles 1998 aient conservé le monogramme Grand Wagon associé à la nouvelle appellation de Lancaster. La JDM Grand Wagon et Lancaster étaient seulement disponibles avec le moteur de 2,5 litres DOHC, recevant 10 ch (7,5 kW) supplémentaires en 1998. Les prises d'air de capot sur certaines Outback Legacy berline et wagon sont non-fonctionnelles, puisque Subaru n'a installé le turbo dans aucun des véhicules de Legacy Outback de première génération vendus aux États-Unis. Quelques Legacy japonaises Grand Wagon sont proposées avec la climatisation électronique, du tissu de motif écossais pour les sièges, une boîte de transfert sur la transmission manuelle et un volant de marque Momo en cuir noir.
Les ventes de Subaru avaient baissé sur le marché nord-américain. Subaru a alors décidé de commercialiser un véhicule tout-chemin plus abordable que les gros 4x4 et SUV (VUS au Québec).
La Outback SUS (pour « Sport Utility Sedan » ou en français Berline de Sport Utilitaire) a été lancée avec un test de production limité exécuté dans la Nouvelle-Angleterre (États-Unis) en 1998. À la suite du succès, la commercialisation fut étendue dans tout le pays l'année suivante. Cela a inclus les améliorations issue de la Outback wagon appliquées au corps de la berline avec l'ajout d'une prise d'air de capot (non-fonctionnelle) et un coffre d'aile arrière montée. Le break n'avait aucune désignation spéciale ni distinction sur le marché. Le surnom « SUS » a été supprimé avec l'introduction de la Deuxième Génération.
Depuis son introduction, Subaru a appliqué la désignation Outback différemment à l'Outback Wagon lui-même et sur une version basée sur l'Impreza, le modèle  Outback Sport . Toutes les Outback américaines sont construites à Lafayette en Indiana.
La boîte automatique à quatre vitesses avait pour caractéristique une transmission conçue pour ignorer le 1er rapport, pour assister la conduite en limite de motricité sur la glace et dans la neige. Le système est activé par un bouton marqué « Manuel » sur le sélecteur de changement de vitesse, il glisse de la position « D » en bas « à la 3e ». La voiture commence alors sur le 2e rapport et non le 1er. Quand le véhicule prend de la vitesse, le dispositif glisse jusqu'au 3e rapport, puis vers le 4e rapport. La transmission divise aussi le couple en 50-50 entre les roues avant et arrière. Une fois la voiture arrêtée, la transmission baisse le rapport en 2de et non en 1re, jusqu'à ce que le système ait été désactivé avec le bouton « Manuel » ou un passage à la 4e vitesse.
La transmission automatique utilisée sur le AWD envoie normalement 90 % du couple moteur aux roues avant et 10 % aux roues arrière, utilisant un ordinateur qui contrôle continuellement la variable, via un embrayage à transfert multi-disque. Quand les roues avant manquent de motricité, la transmission envoie de manière entièrement automatique le couple disponible aux roues arrière, jusqu'à 50-50 entre l'essieu de devant et de derrière, jusqu'au retour d'adhérence aux roues avant. En accélération ou en pente montante, le poids du véhicule glisse vers l'arrière et réduit l'adhérence des roues avant, causant l'envoi automatique du couple aux roues arrière pour compenser. Au freinage ou en pente descendante, le poids du véhicule glisse vers l'avant, réduisant la traction des roues arrière. La transmission compense de nouveau en envoyant le couple aux roues avant pour un meilleur contrôle de direction et de l'exécution du freinage. Si la transmission automatique est placée en mode recul ou en 1re, la transmission répartie le couple à 50-50 sur les essieux avant et arrière.
La transmission automatique dispose aussi d'une protection du moteur contre le surrégime, en changeant de rapport dès 6 500 tr/min, même si le sélecteur de l'embrayage est dans une position de vitesse inférieure. L'ordinateur qui dirige et contrôle les opérations de transmission automatique et le statut est couplé à l'ordinateur de gestion d'injection de carburant, au régulateur de vitesse et au système anti-blocage. Les informations sont partagées pour que le véhicule fonctionne aussi efficacement que possible. Ces ordinateurs qui gèrent des conditions diverses ont la capacité de mémoriser les défaillances et aident le mécanicien qualifié au diagnostic et à la réparation.
Une particularité de cette génération était d'avoir les commandes de vitre électrique logées verticalement dans le creux du panneau de porte, tout comme dans la troisième génération de Legacy. Elles sont disposées horizontalement dans le prolongement de l'accoudoir de porte dans la quatrième génération.
Concernant la fiabilité de cette première génération, quelques propriétaires du moteur 2,5 litres nouvellement développé pour cette génération ont rencontré des problèmes de fuite au niveau joint de culasse. Ce désagrément a été corrigé pour la seconde génération.

## Seconde génération (2000-2004)

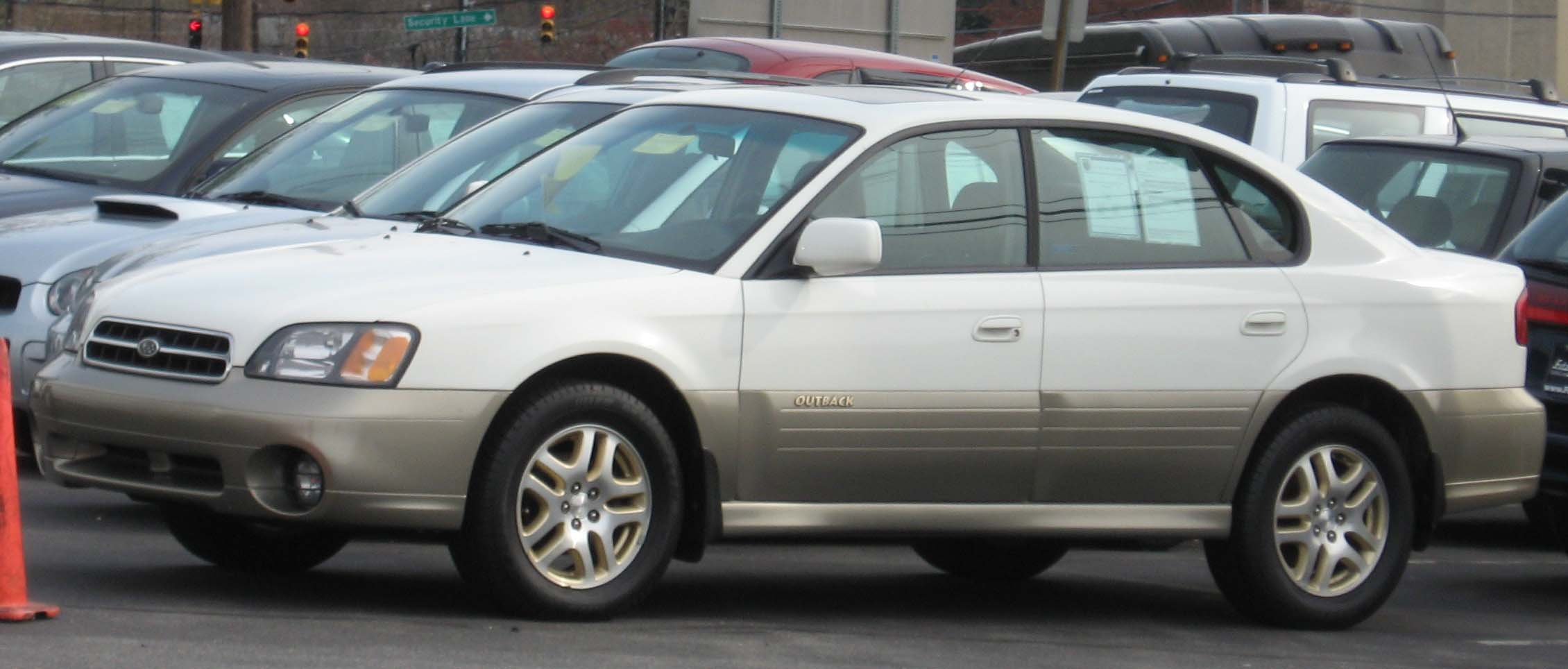
2e génération Subaru Outback Legacy Limited berline

Bien que basée sur la troisième génération de la Legacy, en 2000, la Outback devient un modèle propre et continue d'offrir la carrosserie berline à 4 portes, aussi bien qu'un moteur six cylindres à plat. La Outback est appelée le Lancaster au Japon pour la deuxième génération, le Lancaster 6 correspondant aux six cylindres. La berline USA-spec de la Outback était disponible avec les équipements « Limited » seulement. Curieusement, le siège arrière sur la berline de la Outback ne se replie pas, à la différence des générations précédentes où le siège arrière avait une segmentation 60:40 pour autoriser un chargement long. Des appuie-têtes arrière sont maintenant inclus comme l'équipement standard sur tous les modèles, utilisant un habillage en tissu pour le modèle de base et le cuir pour le Limited. Sur le millésime 2000, l'essuie-glace arrière n'a pas de fonctionnement intermittent, il apparaîtra chez le millésime 2001. L'horloge est montée au fond du tachymètre sur la version 2000, et associée à un thermomètre extérieur au fond du tachymètre sur la version 2001.
Les six cylindres étaient offert avec le système ESP de Subaru, qui couple le contrôle de stabilité avec le contrôle de traction. Le dispositif était aussi accouplé au système AWD précédemment utilisé sur le marché japonais, appelé VTD, dans lequel la puissance a été répartie en 45/55 pour les conditions normales. Quand le dérapage d'une roue est détecté, le système coupe la puissance à la roue qui dérape et dirige la puissance vers celles qui conservent l'adhérence. Si nécessaire, les freins ralentissent les roues affectées, quand le véhicule détecte un survirage ou sous-virage excessif.
D'autres modèles ont conservé les dispositions AWD typiques vues dans la génération précédente de la Outback, selon le choix de transmission. Les boîtes manuelles viennent avec une mécanique « AWD Continu », système réparti en 50/50 entre l'essieu arrière et avant, avec des différentiels à glissement limité mécanique pour transférer la puissance indépendamment entre les roues et entre les essieux (quand adapté avec un différentiel à glissement limité mécanique arrière). L'automatique avait un système AWD électroniquement contrôlé qui proposait un rapport 90/10 (avant/arrière) et fait varier le couple des roues arrière continuellement. En accélérant ou conduisant en montée, le poids du véhicules se déplace vers l'arrière, réduisant la traction des roues avant ; la transmission envoie alors automatiquement le couple aux roues arrière pour compenser. En freinant ou en descendant, le poids du véhicule glisse vers l'avant, réduisant la motricité arrière ; la transmission compense de nouveau en envoyant le couple aux roues avant pour un meilleur contrôle de direction et de la performance au freinage. Si l'automatique est placée en mode recul ou en 1re, la transmission répartit le couple à 50-50 aux roues tant de devant qu'arrière.

La transmission automatique 4 vitesses avait pour caractéristique de pouvoir ignorer le premier rapport pour aider la conduite en motricité difficile, comme sur la glace et dans la neige. Le système s'active en déplaçant le changement de vitesse de la position « D » vers la 2de. La voiture commence alors dans le 2e rapport et non en 1re. La transmission répartit aussi le couple en 50-50 entre les roues avant et arrière. Une fois que la voiture s'arrête, la transmission revient en 2de et non en 1re, jusqu'à ce que le système passe en 4e.

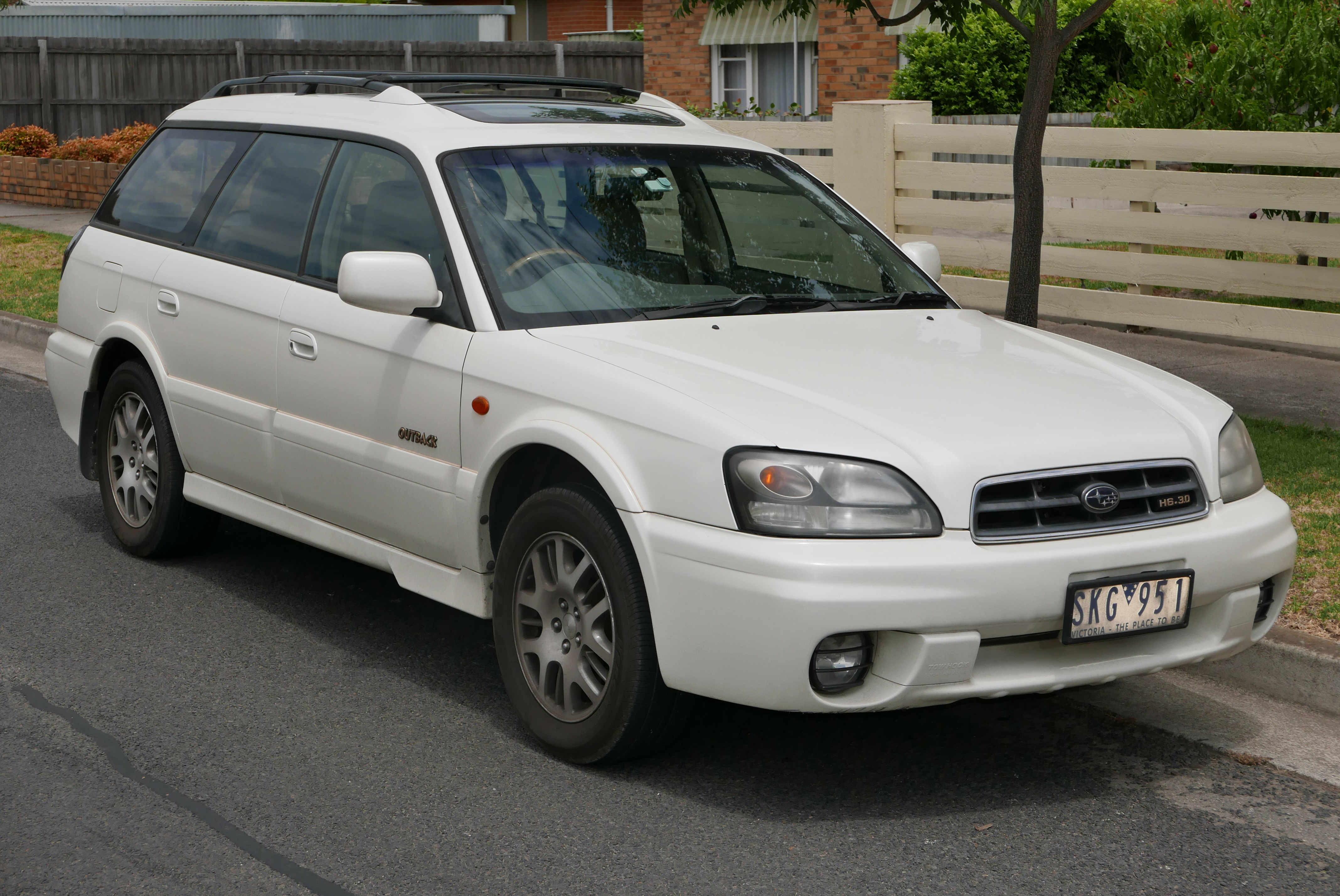
Outback Australien

Subaru développera également une version spécifique pour le marché australien. Les véhicules australiens diffèrent des voitures livrées aux États-Unis en suivant les modèles japonais. En plus d'avoir un carrossage différent au niveau des portes avant, les différences portent principalement sur les phares, les clignotants latéraux, les feux rouges arrière, les pare-chocs avant et arrière et un placement plus haut du seuil de porte du hayon, tandis que la version américaine effleure le pare-chocs.

## Troisième génération (2004-2009)
La troisième génération de l'Outback (basée sur la Legacy de quatrième génération) est dévoilée lors du salon automobile de Francfort en septembre 2003. Cette fois, la dénomination Outback est utilisée sur tous les marchés où elle est commercialisée, alors que ce n'était pas le cas au Japon jusque-là. La troisième génération d'Outback arrive sur le marché nord-américain en 2004.
Lors de ses premières années de commercialisation, cette génération existait également en version berline (appelée Sedan) surélevée. Cette version sera abandonnée fin 2007, ne laissant plus que la classique berline Legacy au catalogue.
Quatre moteurs seront au catalogue sur cette génération : deux blocs essence de 2,5 litres dont un atmosphérique de 175 chevaux et un turbo de 243 chevaux, un troisième à essence de 3,0 litres de 245 chevaux et un diesel 2,0 litres de 148 chevaux. Cette dernière motorisation uniquement disponible avec la boîte manuelle ne sera commercialisée qu'en Europe, même si Subaru envisagea de la proposer également aux États-Unis. Cette version diesel était également dotée d'un système Start/Stop que l'on ne trouvait alors que chez des constructeurs spécialisés dans le haut de gamme comme Audi, Lexus ou Infiniti.
Pour la transmission, l'Outback reste évidemment fidèle aux quatre roues motrices et lors de son lancement une boîte automatique à quatre vitesses est disponible, ainsi qu'une unité manuelle à cinq vitesses. Lors de son restylage de 2007, l'Outback reçoit, en 2007, une transmission automatique à cinq rapports et une version sportive 3,0 R forte de 245 ch fait son apparition au catalogue.
Cette troisième génération d'Outback remportera en 2007 le titre de Voiture de l'année décerné par la série télévisée Top Gear's, ex-æquo avec la Ford Mondeo.
Sur le marché américain apparaissent en 2008 les versions PZEV basses émissions polluantes. Au mois de mai de la même année, les premiers systèmes EyeSight commencent à équiper les Outback commercialisées au Japon. Il consiste en deux caméras placées sur les rétroviseurs et capable de surveiller les distances et d'avertir le conducteur en cas de danger. L'EyeSight n'arrivera en Europe qu'avec la cinquième génération d'Outback.

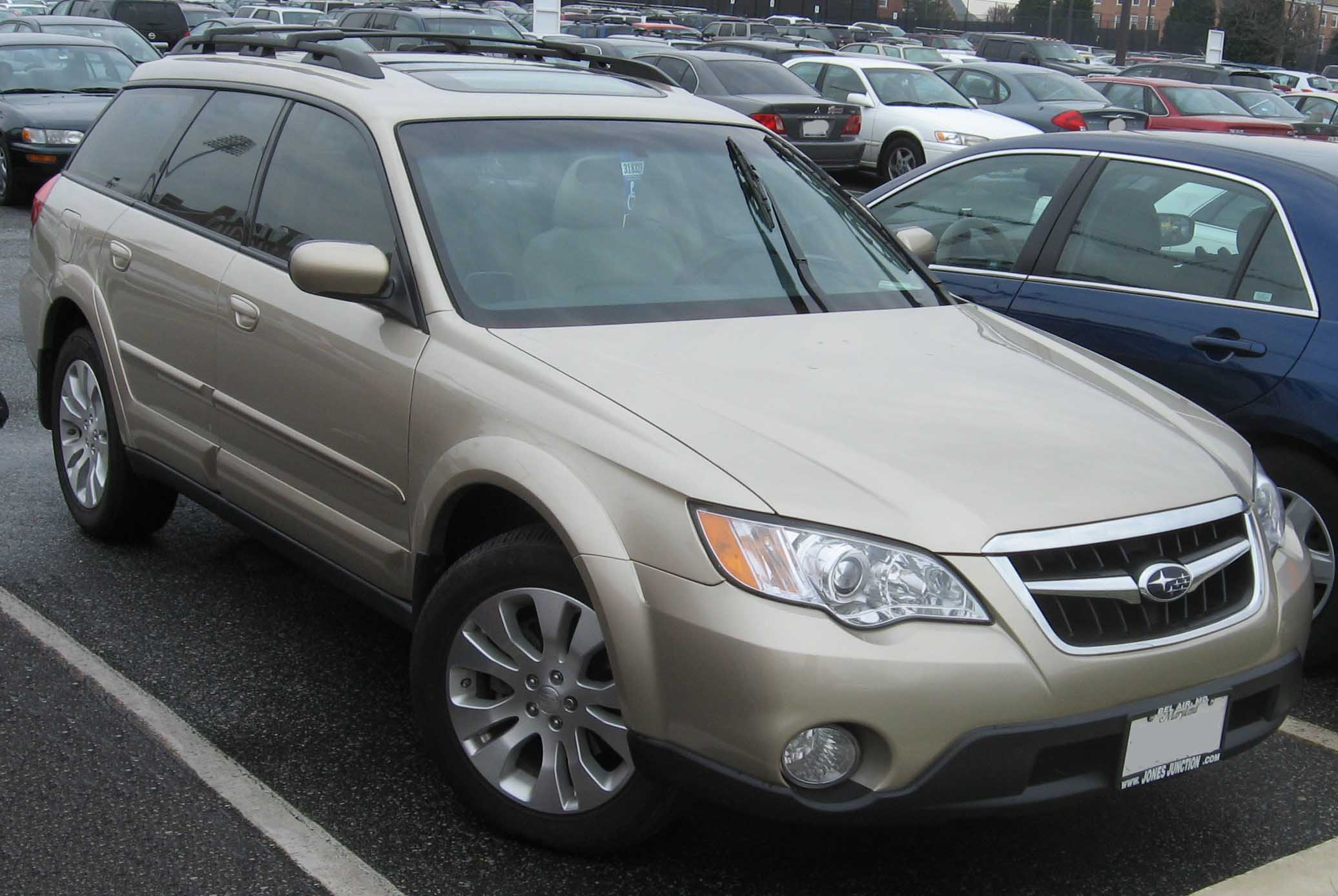
2008 Subaru Outback (USA)

## Quatrième génération (2009-2014)
La quatrième génération de la Subaru Outback est présentée en avril 2009 lors du salon automobile de New-York, sa commercialisation au Japon commençant le 20 mai 2009.

## Cinquième génération (2014-2019)
La cinquième génération de l'Outback apparaît avec la sixième génération de la Legacy. Elle a d'abord été présentée sous forme de concept au salon automobile de Los Angeles en novembre 2013. D'après Subaru, le style retravaillé doit, "combiner les atouts des voitures particulières et des véhicules utilitaires sport et capitalisant sur la notoriété acquise grâce à la vente de l'Outback depuis 1995."
Sur le plan technique, l'Outback grandit légèrement en longueur (mais reste globalement inchangée en largeur et hauteur) et repose sur un châssis rigidifié par rapport à la précédente génération et qui adopte un nouveau système de vectorisation de couple pour une plus grande agilité. Les piliers A de chaque côté du pare-brise ont été avancés afin d’agrandir l’espace à bord, l'Outback restant un des véhicules les plus logeables de son segment tandis qu'un travail sur l'aérodynamisme a diminué la résistance à l'air du véhicule par rapport aux précédentes génération. Le volume du coffre atteint 502 litres minimum, 560 litres en comptant les compartiments sous plancher au côté du kit anti-crevaison. Les dossiers de banquettes rabattus, la capacité de chargement atteint 1 848 litres, soit un des meilleurs volumes de la catégorie. Enfin, avec une garde au sol de 200mm, l'Outback est légèrement plus haut-perché que ses rivales.
A l'intérieur, la planche de bord est modernisée et accueille un grand écran tactile de 7" couplé au système Subaru StarLink qui permet de dupliquer l'écran de son smartphone. Un petit écran affichant des informations essentielles est également placé entre les deux compteurs analogiques de la planche de bord.
Le système anticollision EyeSight apparaît pour la première fois sur le marché européen alors qu'il est disponible au Japon et aux États-Unis depuis 2008. Il consiste en deux caméras positionnée au-dessus du pare-brise, couplées à un processeur 3D capables de détecter les piétons, les cyclistes ainsi que leur vitesse et leurs déplacements et de lire les marquages au sol. En cas de danger, le système envoie un avertissement sonore et sur le tableau de bord et, en cas d'absence de réaction du conducteur, le système peut freiner automatiquement pour réduire les dommages en cas de collision. L’institut IIHS (Insurance Institute for Highway Safety) américain a étudié les systèmes de prévention des collisions de 74 véhicules, et seules la Legacy et l'Outback obtinrent la note maximale.
Toujours sur le plan sécuritaire, l'Outback de cinquième génération se caractérise par ses excellents résultats obtenus lors de divers tests. En 2015, l'Outback de cinquième génération fait partie des Top Safety Pick+ winners, les véhicules les plus sûrs du marché américain. En Europe, l'Euro NCAP crédite l'Outback de cinq étoiles.
La cinquième génération de l'Outback est toujours disponible avec la boîte de vitesses automatique Lineartronic. Fonctionnant comme une boîte à variation continue aux allures courantes, elle imite le fonctionnement d'une boîte automatique classique en cas de grosses relances. La boîte dispose également d'un mode manuel permettant de choisir entre 7 rapports virtuels se commandant par des palettes derrière le volant, le levier ne disposant pas de positions "+/-". Une boîte manuelle à six rapports reste disponible pour les motorisations diesel.
Comme ses prédécesseurs, l'Outback de cinquième génération reste à l'aise en tout-terrain. Le X-Mode de la boîte qui gère l'optimisation du moteur, du freinage, de la vitesse, etc. peut permettre de se mouvoir sur des terrains difficiles. Enfin, la charge tractable est de 1 800 kg pour le diesel, et de 2 tonnes pour l'essence.
Concernant la fiabilité de cette cinquième génération, le moteur essence quatre cylindres de 2.5 litres a connu plusieurs problèmes liés à une consommation d'huile excessive lors des premières années de commercialisation du modèle. Toutefois, le problème sera intégralement pris en charge par Subaru et sera résolu par la suite.
Des problèmes liés à la batterie seront également signalés, empêchant le fonctionnement d'accessoires électriques.

## Sixième génération (2019 -)
La sixième génération du Subaru Outback est présentée le 18 avril 2019 au Salon de l'automobile de New York.
Cette génération repose sur la nouvelle plateforme SGP (Subaru Global Platform) améliorant la rigidité structurelle par rapport au précédent modèle. Sur le plan moteur, la nouvelle Outback abandonne le six cylindres de 3,6 litres pour le remplacer par un quatre cylindres turbocompressé 2.4 litres de 260 ch. Le quatre cylindres atmosphérique 2.5 litres reste au catalogue et sa puissance augmente légèrement à 182 ch. Ce dernier est le seul moteur disponible en Europe, le 2.4 litres étant seulement disponible sur le marché américain. Quant aux motorisations diesels, elles disparaissent du catalogue.
L'Outback s'en remet toujours à une transmission intégrale Symmetrical All-Wheel Drive qui distribue la puissance du moteur de manière égale sur les quatre roues, mais peut au besoin modifier la répartition. La boite de vitesse manuelle disparaît du catalogue, l'Outback de sixième génération étant uniquement disponible avec une boîte Lineartronic automatique. Reprise de la précédente génération, elle consiste en une transmission à variation continue (CVT) qui imite les rapports de démultiplications d'une boîte automatique classique à huit rapports. D'après le constructeur, la perte de puissance a été réduite par rapport à la génération précédente grâce à une huile à la viscosité plus faible à et un système hydraulique revisité. Il est possible de passer les vitesses avec des palettes situées derrière le volant, ce qui n'est pas le cas avec le sélecteur de vitesses. Le conducteur peut également adapter le mode de conduite grâce à la mollette du X-Mode (neige/terre ou neige/boue) lorsque la voiture évolue sur un terrain difficile. La nouvelle Outback est donnée par le constructeur comme pouvant tracter jusqu'à deux tonnes.
Avec ce changement de génération, l'intérieur est fortement modifié, avec la présence d'un grand écran tactile de 11.6" au centre de la planche de bord. II permet toujours de commander le système d'infodivertissement Starlink et d'accéder à la navigation satellite TomTom. Le système est également compatible avec Android Auto et Apple CarPlay. Contrairement à beaucoup de voitures contemporaines, la sixième Outback reste fidèle aux compteurs à aiguilles classiques, même si un petit écran couleurs situé entre les deux compteurs fournit quelques informations : consommation, autonomie, etc.
La sixième génération de l'Outback étrenne un système de reconnaissance faciale pour mémoriser les réglages du conducteur (réglages des sièges, climatisation, rétroviseurs, etc.), jusqu'à cinq conducteurs pouvant être identifiés. Comme pour la génération précédente, l'Outback dispose de nombreux systèmes d'aide à la conduite et de sécurité, comme l'Eye Sight dont l'angle de vision a été élargi, mais aussi la reconnaissance des panneaux, la détection du trafic venant de l'arrière, le freinage automatique d'urgence ou la surveillance active des angles morts du véhicule.
Pour les aspects pratiques, l'Outback de sixième génération dispose d'un coffre de 561 litres extensible à 1.822 une fois la banquette repliée. Pour la première fois, l'Outback est dotée d'un hayon motorisé dont le capteur est dissimulé dans le logo sous le hayon. Le coffre peut recevoir différents aménagements proposés dans le catalogue d'accessoires : grille de séparation avec l'habitacle, différents revêtements de sol... Des barres intégrées aux rails de toit permettent d'accroître la capacité d'emport et se fixent sans outil.
Comme toujours chez les constructeurs japonais, la liste d'options est plutôt réduite et l'équipement varie en fonction du niveau d'équipement choisi par l'acheteur. L'Outback peut toutefois être équipée de nombreux accessoires installables en concession comme des protections supplémentaires (des soubassements, du carter moteur, etc.), des équipements de transport pour vélos ou skis ou des coffres de toit.
Subaru propose également une version Wilderness de l'Outback, mettant à profit ses capacités hors route. La version Wilderness amènes un chassis réhaussé, de nouveaux pneus adaptés au tout-terrain et des nouveaux renforts et revêtement de pare-chocs. Côté motorisation, elle reçoit le même moteur 2.4i Turbo de la Subaru Ascent.
Au début de l'année 2022, Subaru lance un rappel des modèles produits durant l'année 2021 en raison d'un défaut du logiciel de l'EyeSight qui peut déclencher le freinage automatique sans que ce soit justifié.

## Subaru Outback Sport
En 1995, Subaru utilise la dénomination Outback Sport en Amérique du Nord pour désigner un modèle tout-chemin basé sur l'Impreza Sport Wagon. Son but était de proposer un modèle sportif et au prix inférieur à l'Outback, destiné à des acheteurs plus jeunes.
La première génération se caractérisait par une transmission intégrale et des freins antiblocage à disque avant et arrière. Le moteur standard était un EJ18 de 1,8 litre avec une transmission manuelle, même si transmission automatique était disponible avec le plus gros EJ22 de 2,2 litres provenant de la Legacy. Esthétiquement, l'Outback Sport recevait une galerie de toit et des garde-boue, mais la garde au sol était inchangée par rapport à l'Impreza Wagon.
La deuxième génération d'Ouback sport sortie en 1997 avait des pneus plus gros que l'Impreza et une garde au sol accrue de 160 à 170 mm. Bien que toujours uniquement disponible en Amérique du Nord, une version relativement similaire sera proposée en Australie à partir d'une Impreza RV modifiée.
La dernière génération d'Outback Sport apparaîtra en 2007 et était basée sur l'Impreza de troisième génération.
La gamme des Outback Sport disparaît du catalogue en 2011 et est remplacée par les XV.

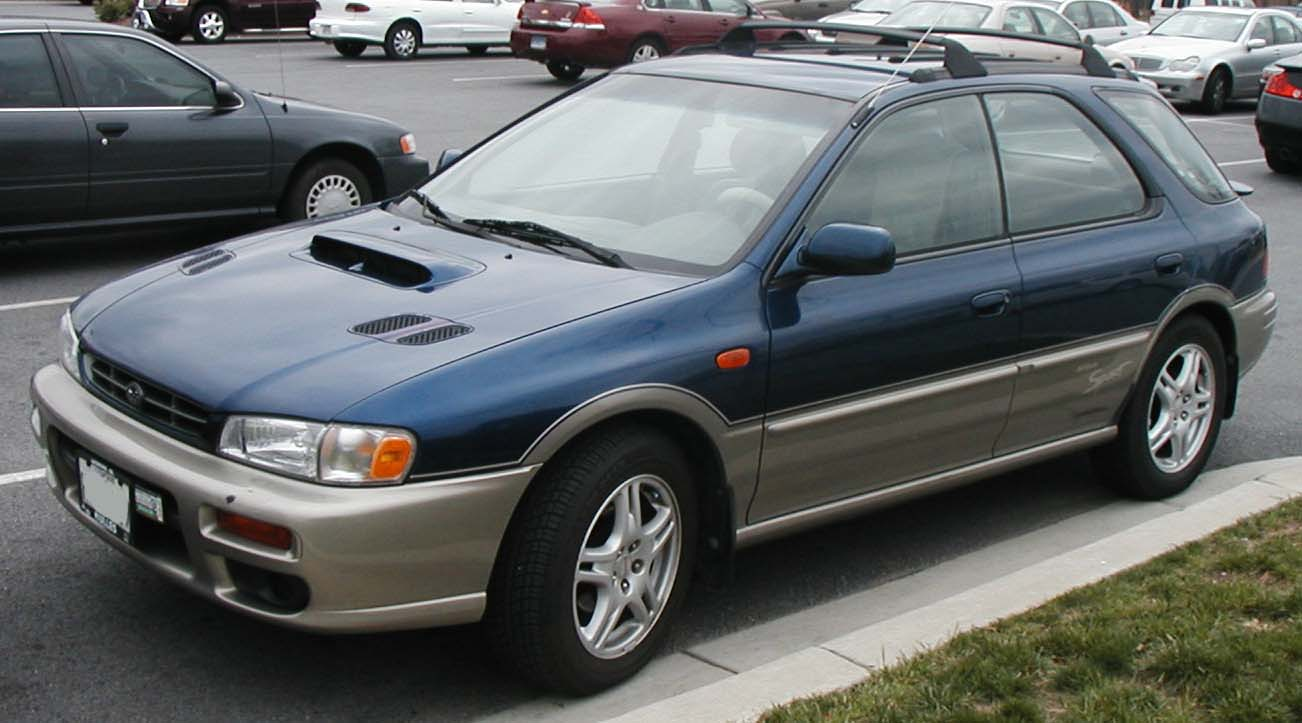
1995-2001 Subaru Outback Sport
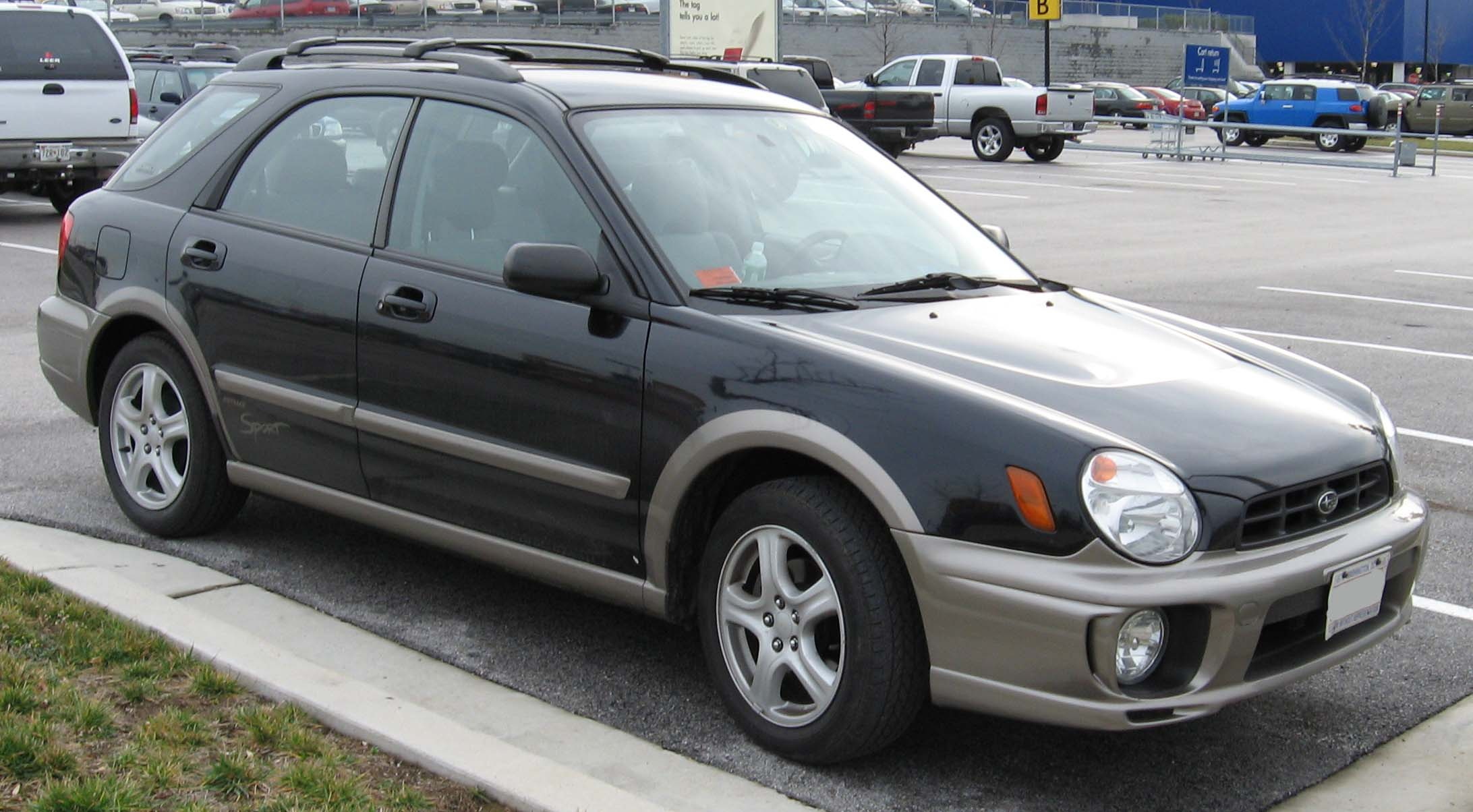
2002-2003 Subaru Outback Sport
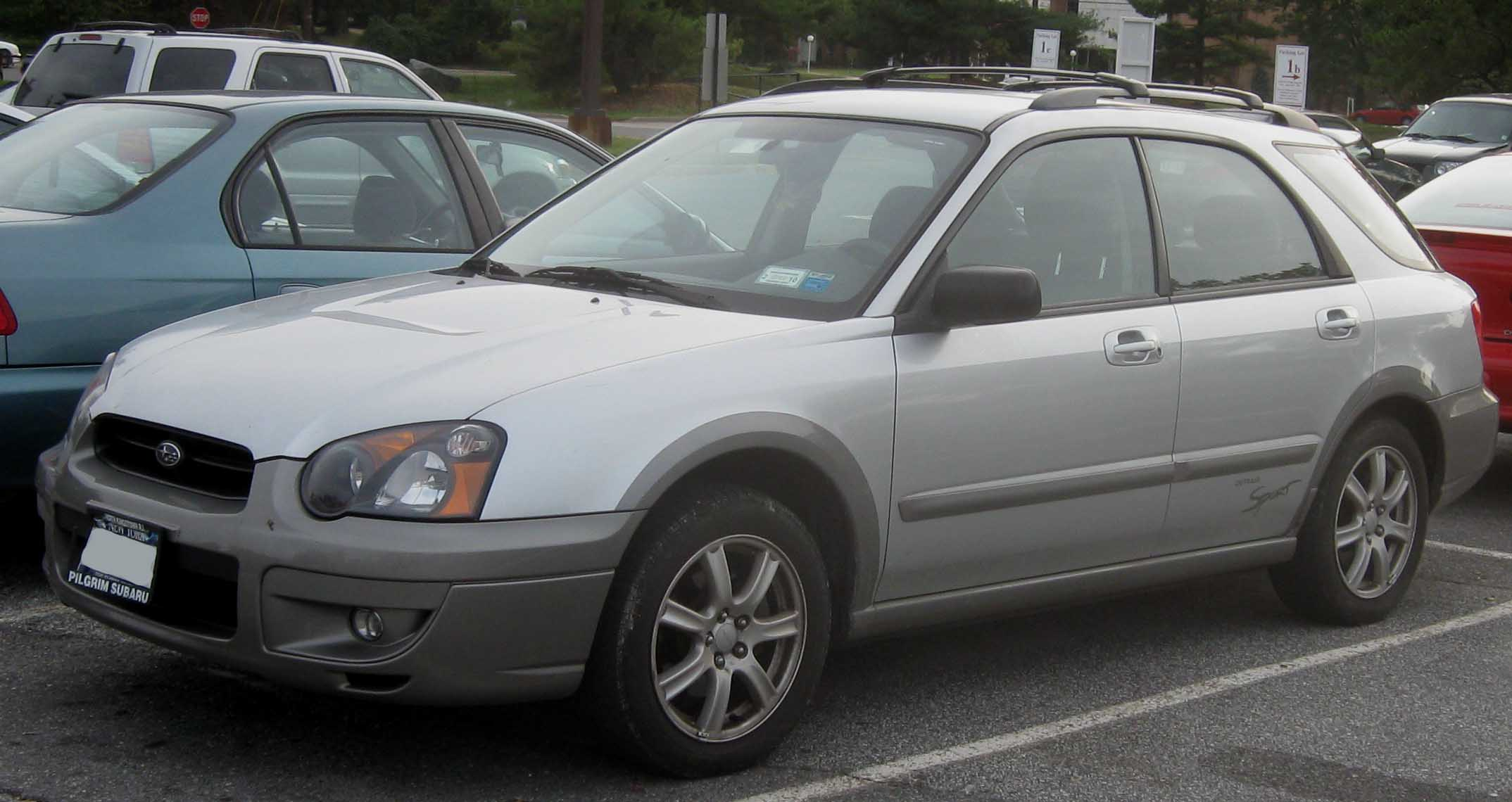
2004-2005 Subaru Outback Sport
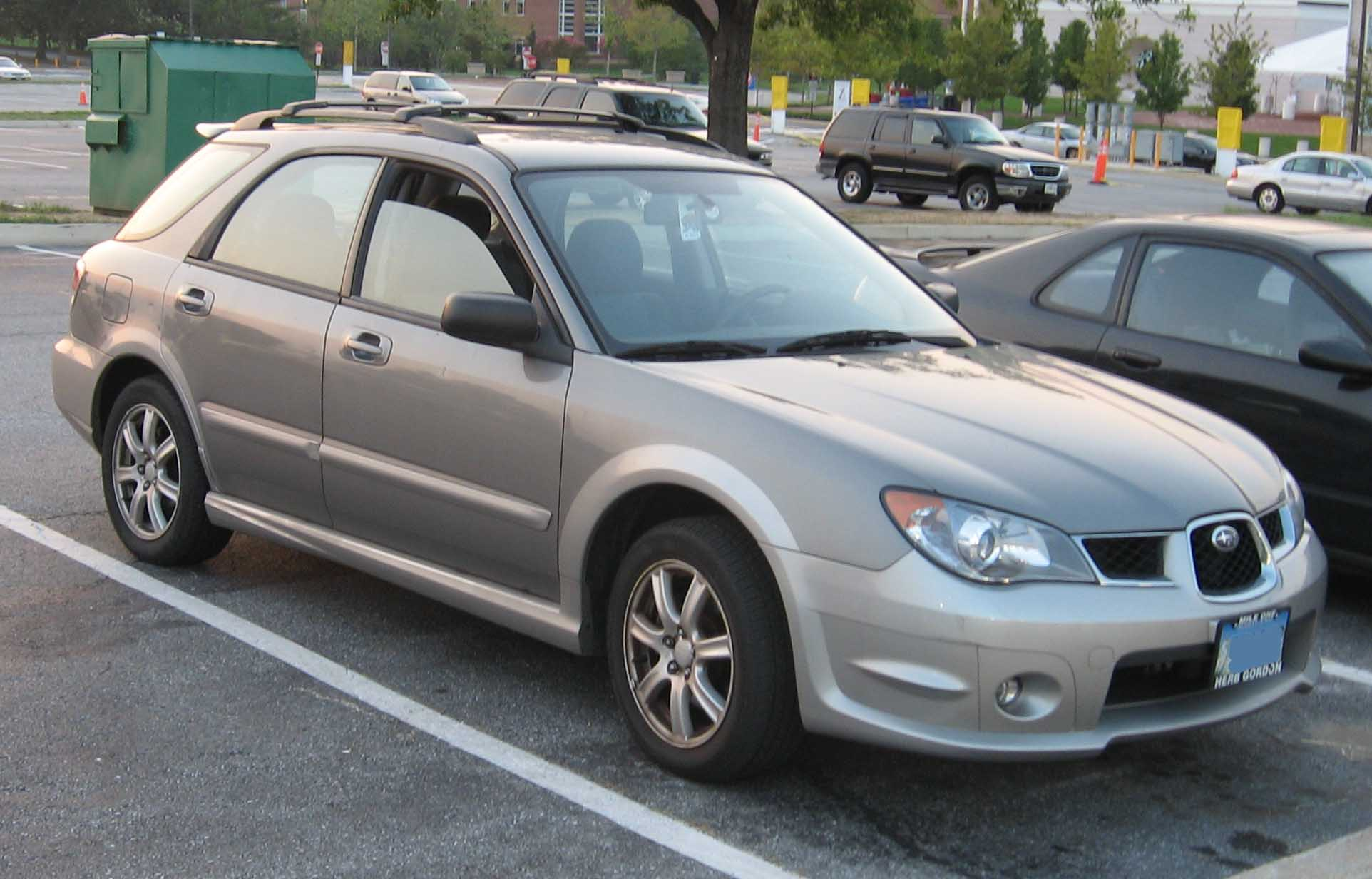
2006-2007 Subaru Outback Sport
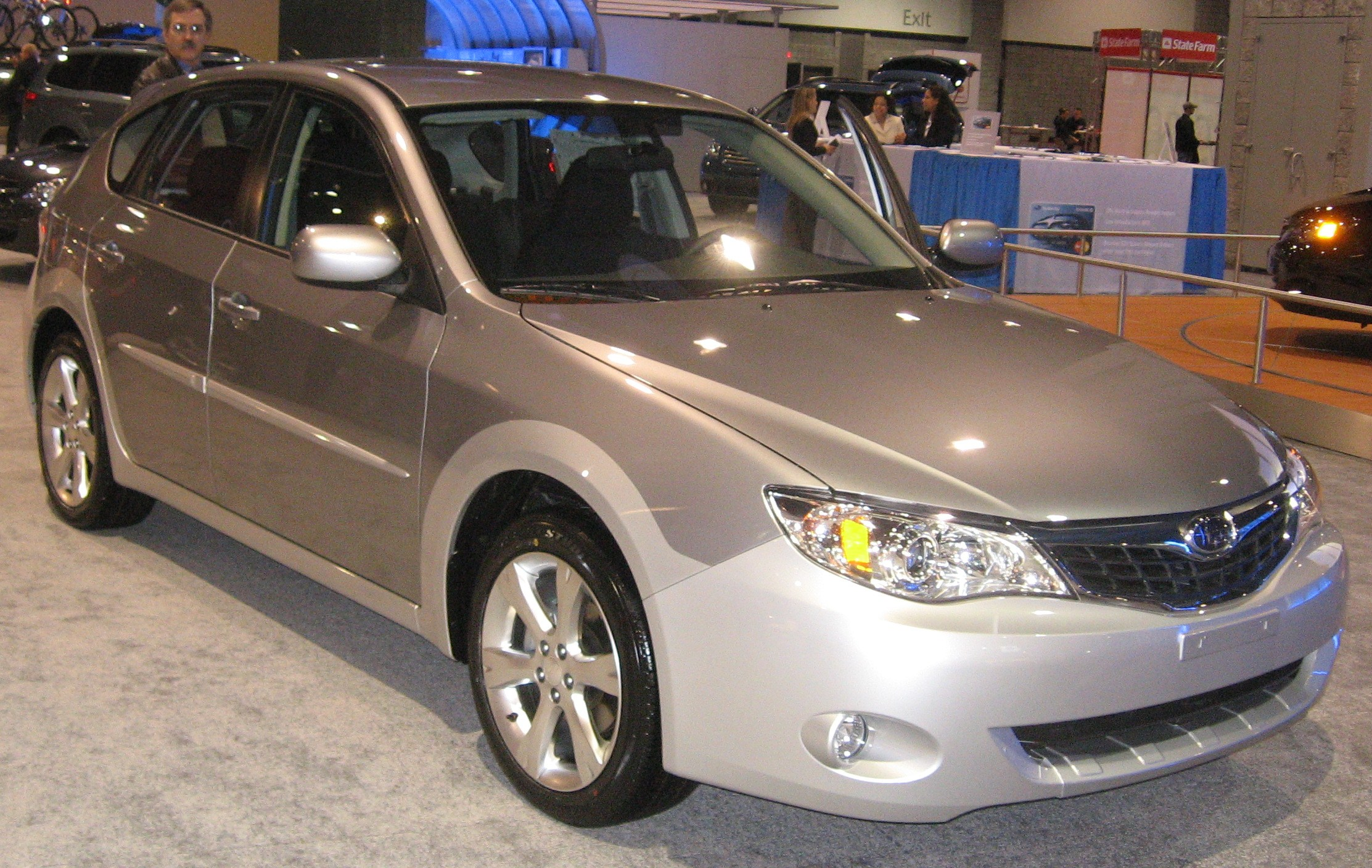
2008 Subaru Outback Sport

## Dans la culture populaire
La Subaru Outback apparaît régulièrement dans des films et séries télévisées, essentiellement américaines ou canadiennes, même si elle ne joue jamais un rôle actif dans l'intrigue.
- Une Subaru Outback de couleur Timberline Green Pearl est fréquemment utilisée dans le film Crocodile Dundee 3 (Crocodile Dundee in Los Angeles) sorti en 2001.
- Dans la comédie romantique américaine À tous les garçons que j'ai aimés  de 2018, l’héroïne Lara Jean Covey conduit une Outback 2.5i bordeau de cinquième génération.
- Dans le thriller Cold Pursuit de 2019, le personnage de Nels Coxman incarné par Liam Neeson conduit une Subaru Outback.
- Une Subaru Outback apparaît régulièrement dans le film d'horreur Affamés sorti en 2021.
- Une Outback de sixième génération est plusieurs fois visible dans la comédie-romantique L'Idée d'être avec Toi où elle est conduite par le personnage de Solène incarné par Anne Hathaway.

Contrairement aux modèles plus sportifs de la gamme comme les BRZ ou Impreza, l'Outback n’apparaît dans aucun jeu vidéo de course automobile, même si elle est parfois présente sous forme de mods créés par des joueurs dans quelques jeux comme GTA.